# 三洋電機バレーボール部
三洋電機バレーボール部（さんようでんきばれーぼーるぶ）は、群馬県邑楽郡大泉町を本拠地に活動していた、東京三洋電機の女子バレーボールチームである。三洋電機レッドソアとは別系統である。

## 概要
1959年群馬県大泉町に東京三洋電機が設立され、大泉町長の勧めでバレーボール部が創部された。1969年、久喜高校から稲山壬子を監督に招聘し、第1回実業団リーグから参戦し準優勝、第2回・3回大会は優勝を果たす。1972年に入替戦で勝利し日本リーグ入りを果たした。
小山光枝や前田悦智子ら全日本選手を輩出したが、1986年東京三洋電機が三洋電機に吸収合併されるため、その前年に廃部となった。

## 成績

### 主な成績
日本リーグ
- 優勝 なし
- 準優勝 なし

実業団リーグ
- 優勝 4回 （1970年度、1971年度、1979年度、1982年度）
- 準優勝 1回 （1969年度）

国民体育大会成年女子（6人制）
- 準優勝 1回 （1972年）

### 年度別成績
| 大会名       | 大会名           | 順位   | 参加チーム数 | 試合数 | 勝 | 敗 | 勝率  |
| ------------ | ---------------- | ------ | ------------ | ------ | -- | -- | ----- |
| 実業団リーグ | 第1回 (1969/70)  | 準優勝 | 6チーム      | 10     | 7  | 3  | 0.700 |
| 実業団リーグ | 第2回 (1970/71)  | 優勝   | 6チーム      | 10     | 9  | 1  | 0.900 |
| 実業団リーグ | 第3回 (1971/72)  | 優勝   | 6チーム      | 10     | 9  | 1  | 0.900 |
| 日本リーグ   | 第6回 (1972/73)  | 4位    | 6チーム      | 10     | 5  | 5  | 0.500 |
| 日本リーグ   | 第7回 (1973/74)  | 4位    | 6チーム      | 10     | 4  | 6  | 0.400 |
| 日本リーグ   | 第8回 (1974/75)  | 6位    | 6チーム      | 10     | 1  | 9  | 0.100 |
| 日本リーグ   | 第9回 (1975/76)  | 3位    | 6チーム      | 10     | 6  | 4  | 0.600 |
| 日本リーグ   | 第10回 (1976/77) | 3位    | 6チーム      | 10     | 6  | 4  | 0.600 |
| 日本リーグ   | 第11回 (1977/78) | 6位    | 6チーム      | 10     | 1  | 9  | 0.100 |
| 日本リーグ   | 第12回 (1978/79) | 6位    | 6チーム      | 10     | 0  | 10 | 0.000 |
| 実業団リーグ | 第11回 (1979/80) | 優勝   | 6チーム      | 10     | 8  | 2  | 0.800 |
| 日本リーグ   | 第14回 (1980/81) | 7位    | 8チーム      | 14     | 2  | 12 | 0.143 |
| 実業団リーグ | 第13回 (1981/82) | 3位    | 6チーム      | 10     | 6  | 4  | 0.600 |
| 実業団リーグ | 第14回 (1982/83) | 優勝   | 6チーム      | 10     | 9  | 1  | 0.900 |
| 日本リーグ   | 第17回 (1983/84) | 8位    | 8チーム      | 21     | 0  | 21 | 0.000 |
| 実業団リーグ | 第16回 (1984/85) | 8位    | 8チーム      | 14     | 0  | 14 | 0.000 |

## 主な在籍選手
- 小山光枝
- 前田悦智子